# کاوا د تیرنی
شهر  کاوا د تیرنی (به ایتالیایی: Cava de' Tirreni) با جمعیت ۵۳٬۳۹۹ نفر  در ناحیه کامپانیا در کشور ایتالیا واقع شده‌است.